# Kenko

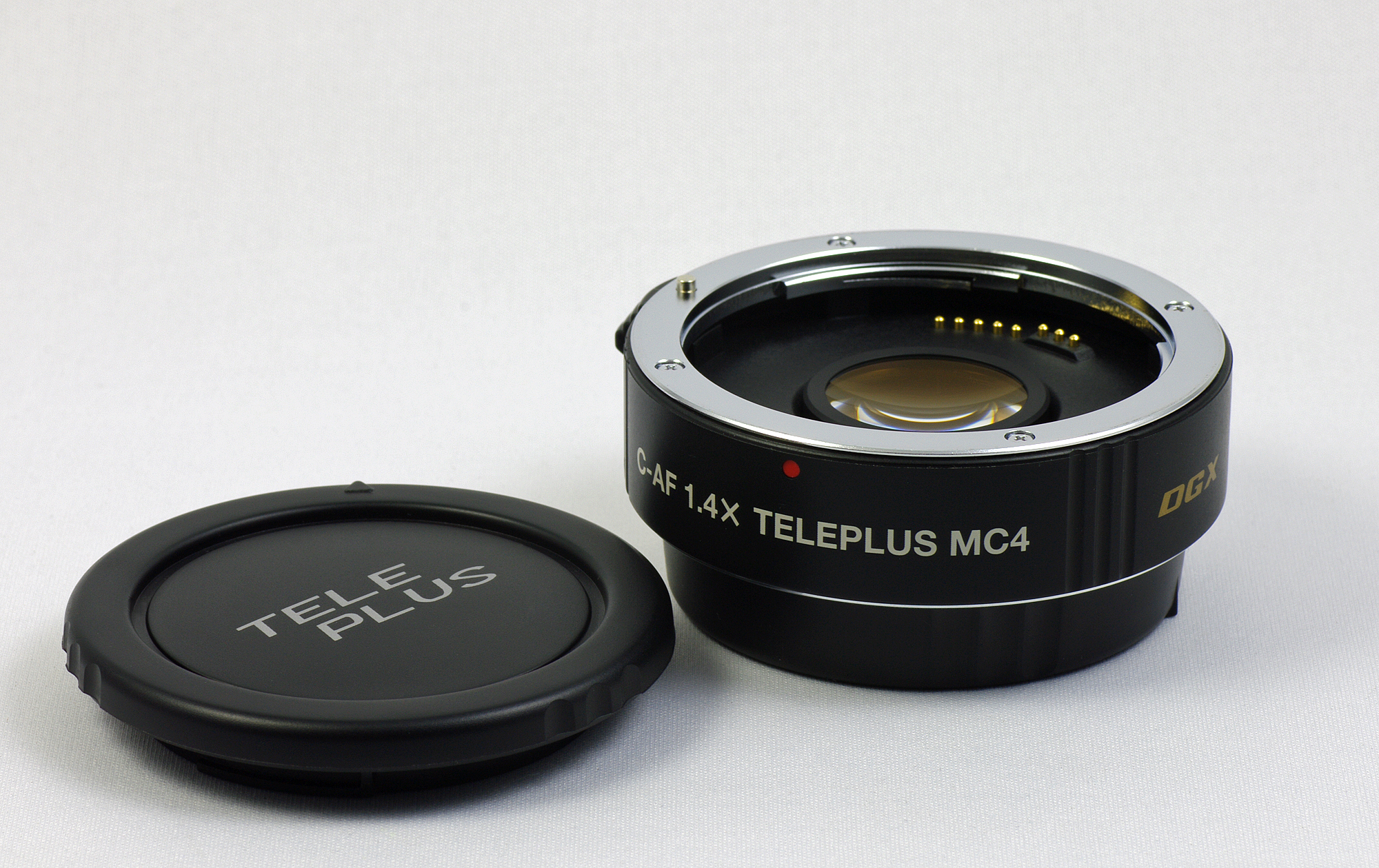
Телеконвертер Kenko 1.4× Teleplus MC4 DGX

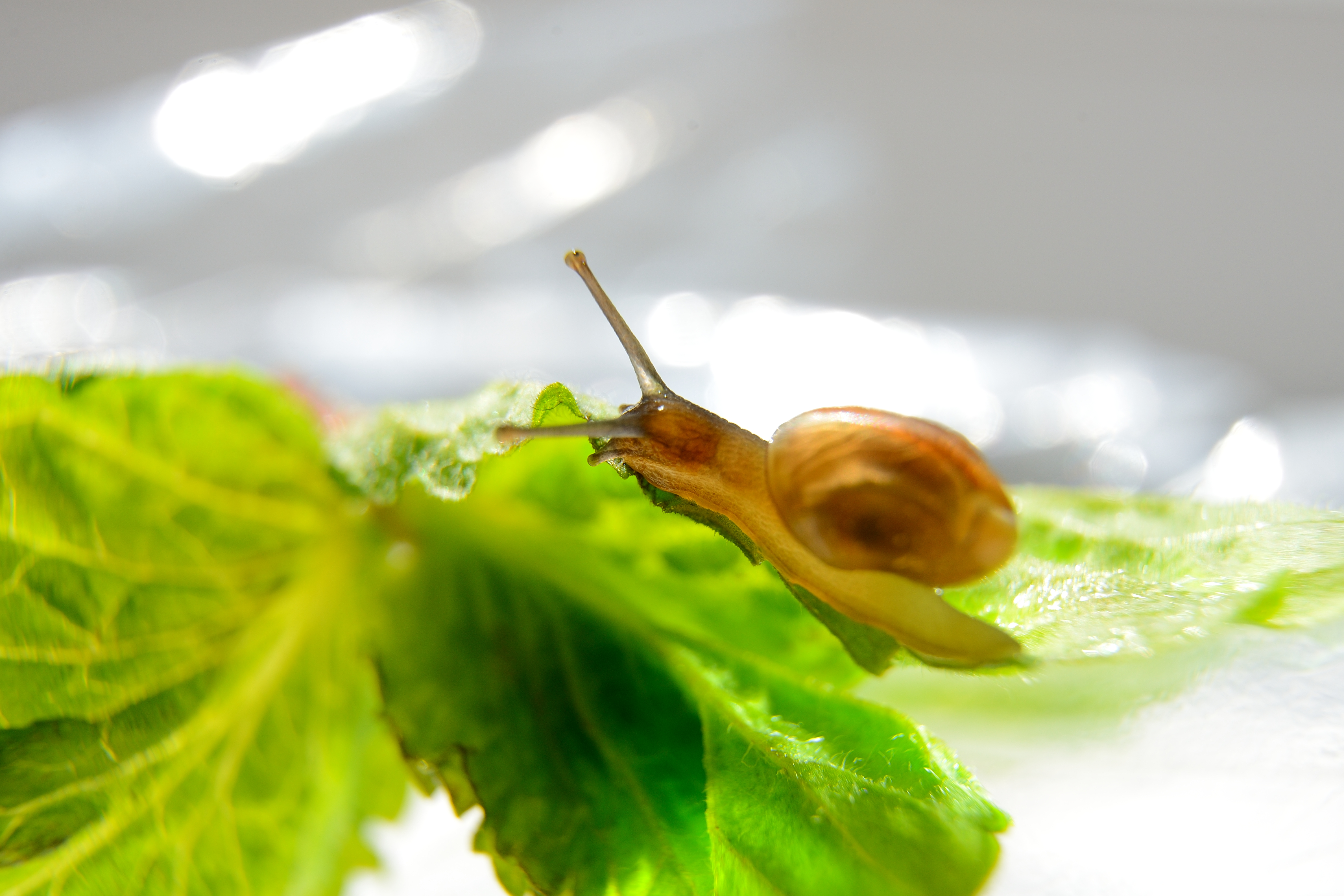
Фотография выполненная не макро объективом с использованием удлинительного кольца Kenko Extension Tube 20mm с расстояния 3 мм от передней линзы объектива

Kenko Co., Ltd. (яп. 株式会社ケンコー Kabushiki-gaisha Kenkō) ー японский производитель и торговая компания, особенно известная своими телеконверторами и фильтрами. Находится в Токио, производит линзы с 1960-х годов. После слияния с брендом Tokina выпускает продукцию под их торговой маркой.